# Simon Wheeler
Simon Wheeler es un guionista y productor de televisión británico, más conocido por haber creado el drama televisivo Kingdom.

## Datos personales
Su padre es el general sir Roger Wheeler, jefe del Estado Mayor entre 1997 y 2000.
En 2002 comenzó una relación con la actriz Hermione Norris, que participó en la serie escrita por Wheeler Wire in the Blood. La pareja se casó en diciembre de 2002 en una ceremonia en la Torre de Londres. La pareja tiene dos hijos: Wilf (junio de 2004) y Hero (agosto de 2007, nombrada por un personaje en la obra de Shakespeare Much Ado About Nothing).

## Carrera
En 2003 escribió la serie Wire in the Blood, donde su esposa Hermione Norris interpretó a la DCI Carol Jordan. En 2007 escribió y produjo la serie dramática Kingdom, donde también participó su esposa, quien dio vida a Beatrice Kingdom.

## Filmografía como escritor y director
| Año         | Programa                                                         | Notas                                             |
| ----------- | ---------------------------------------------------------------- | ------------------------------------------------- |
| 2007 - 2009 | Kingdom                                                          | 18 episodios productor & escritor                 |
| 2003 - 2004 | Wire in the Blood                                                | 4 episodios - escritor                            |
| 2002 - 2004 | Wire in the Blood                                                | script executive - 6 episodios                    |
| 2003        | The Clinic                                                       | script executive                                  |
| 2001        | A Profile of A Town Like Alice                                   | productor ejecutivo                               |
| 2001        | A Profile of Brief Encounter                                     | productor ejecutivo                               |
| 1994        | Hercules: The Legendary Journeys - Hercules and the Lost Kingdom | Camera and Electrical Department - assistant grip |
| 1988        | The Navigator: A Mediaeval Odyssey                               | Art department                                    |